# Револуционарни савез рада Србије
Револуционарни савез рада Србије (РСРС) била је марксистичко-лењинистичка организација из Србије, чланица Међународне конференције марксистичко-лењинистичких партија и организација (CIPOML).

## Утемељење
„Револуционарни савез рада повешће борбу за народну демократију и изградњу социјализма у Србији, победу револуције на Балкану и комунизма у целом свету...“
- са Оснивачког форума Револуционарног савеза рада Србије, 18. и 19. јануара 2020.
РСРС се сматраo претпоставком револуционарне пролетерске партије, чија се стратегија заснива на постизању јединства радничке класе и окупљања демократског народног фронта упереног против капиталистичке кризе. 

## Раднички покрет
Савез је широј јавности био познатији по улози у пружању подршке штрајку радника у крагујевачком Фијату, фебруара 2021.
Објављиваo је и дистрибуираo месечне Радничке диктате.